# لسوتو در المپیک جوانان
لسوتو از زمان بازی‌های المپیک جوانان تابستانی ۲۰۱۰ در بازی‌های المپیک جوانان شرکت کرده‌است. این کشور تاکنون در هیچ‌یک از دوره‌های بازی‌های المپیک جوانان زمستانی شرکت نداشته‌است.
لسوتو موفق به کسب هیچ مدالی در بازی‌های المپیک جوانان نشده است و در بازی‌های زمستانی جوانان نیز هیچ‌گاه شرکت نکرده است.

## جدول مدال‌ها

### مدال‌ها در بازی‌های المپیک جوانان تابستانی
| بازی‌ها                               | تعداد ورزشکاران | طلا | نقره | برنز | کل مدال‌ها | رتبه |
| سنگاپور المپیک تابستانی جوانان ۲۰۱۰  | ۳               | ۰   | ۰    | ۰    | ۰         | —    |
| چین المپیک تابستانی جوانان ۲۰۱۴      | ۷               | ۰   | ۰    | ۰    | ۰         | —    |
| آرژانتین المپیک تابستانی جوانان ۲۰۱۸ | ۲               | ۰   | ۰    | ۰    | ۰         | —    |
| مجموع                                | مجموع           | ۰   | ۰    | ۰    | ۰         | —    |